# Pussycat on a Leash
Pussycat on a Leash è un singolo di Oceana, uscito nel 2009.